# Annett Neumann
Annett Neumann, née le 31 janvier 1970 à Lauchhammer, est une coureuse cycliste allemande. Spécialiste de la vitesse sur piste, elle a notamment été médaillée d'argent de cette discipline aux Jeux olympiques de 1992 et aux championnats du monde de 1991 et 1996. Elle a également été vice-championne du monde du 500 mètres en 1996.

## Palmarès

### Jeux olympiques
- Barcelone 1992
  -  Médaillée d'argent de la vitesse individuelle
- Atlanta 1996
  - 4e de la vitesse individuelle

### Championnats du monde
- Stuttgart 1991
  -  Médaillée d'argent de la vitesse individuelle
- Manchester 1996
  -  Médaillée d'argent de la vitesse individuelle
  -  Médaillée d'argent du 500 m

### Autres compétitions
- Grand Prix de vitesse de Paris en 1991